# Kreisgericht Lippstadt
Das Kreisgericht Lippstadt war von 1849 bis 1879 ein preußisches Kreisgericht mit Sitz in Lippstadt. 

## Geschichte
Die „Verordnung über die Aufhebung der Privatgerichtsbarkeit und des eximierten Gerichtsstandes sowie über die anderweitige Organisation der Gerichte“ vom 2. Januar 1849 hob die Patrimonialgerichtsbarkeit auf. Gleichzeitig wurde das Appellationsgericht Arnsberg geschaffen, dem Kreisgerichte, darunter das Kreisgericht Lippstadt zugeordnet waren. Sein Sprengel umfasste den Landkreis Lippstadt und das Amt Warstein aus dem Landkreis Arnstadt. Schwurgerichtsangelegenheiten wurden beim Kreisgericht Arnsberg behandelt. Eine Gerichtskommission mit drei Richtern wurde in Rüthen und Gerichtskommissionen wurden in Warstein und Geseke eingerichtet. Aufgelöst wurden im Bezirk des Kreisgerichtes Lippstadt die Patrimonialgerichte des Freiherren Friedrich Wilhelm von Schorlemer in Herringshausen und des Grafen von Plettenberg-Lenhausen in Mellrich. Der Sprengel mit den Städten Geseke, Lippstadt und Rüthen umfasste 38.581 Gerichtseingesessene. Die Gerichtskommission Rüthen wurde später zu einer Gerichtskommission mit zwei Richtern herabgestuft, eine Gerichtskommission in Erwitte wurde neu geschaffen.
Mit den Reichsjustizgesetzen wurden die Gerichte im Deutschen Reich vereinheitlicht. Das Kreisgericht Lippstadt wurde 1879 aufgehoben. Neu eingerichtet wurde nun das Amtsgericht Lippstadt im Bezirk des Landgerichtes Paderborn.
Die Gerichtskommissionen Erwitte, Geseke, Rüthen und Warstein wurden 1879 aufgehoben und die Amtsgerichte Erwitte, Geseke, Rüthen und Warstein gebildet.

## Gerichtskommission Rüthen
Der Sprengel der Gerichtskommission Rüthen bestand aus:
1. Magistratsbezirk Rüthen
2. aus dem Amt Altenrüthen die Gemeinden Altenrüthen, Callenhard, Drewer, Miste und Kneblinghausen und
3. Aus dem Amt Warstein die Gemeinden Mülheim, Sennhöfe, Sichtigvor, Waldhausen und Echelnpöten

## Gerichtskommission Warstein
Der Sprengel der Gerichtskommission Warstein bestand aus:
1. der Gemeinde Suttrop aus dem Amt Altenrüthen
2. dem Rest des Amtes Warstein

## Gerichtskommission Geseke
Der Sprengel der Gerichtskommission Geseke bestand aus dem Sprengel der bisherigen Gerichtskommission Geseke des Land- und Stadtgerichts Erwitte.